# Nicola Pignatelli
Nicola Pignatelli (Nicolaas) (1658 - Parijs, september 1719) was een edelman uit het Huis Pignatelli. Hij werd geboren in 1658 als zoon van  hertog van Bisaccia Carlo Pignatelli (1633-1681) en Chiara van Ghiudice. Nicola Pignatelli was gouverneur-generaal van de legers in het Koninkrijk Napels. Hij voerde als titels onder andere 5de hertog van Bisaccia. Hij huwde in 1717 met Maria Clara van Egmont, dochter van Lodewijk Filips van Egmont. Nicola was de neef van paus Innocentius XII. Nicola en Maria Clara kregen twee kinderen: Procopo Pignatelli en Maria Francisca (die met Leopold Filips van Arenberg trouwde). Nicola stierf in september 1719 in Parijs. Hij werd opgevolgd door zijn zoon Procopo Pignatelli, die bovendien alle bezittingen en titels van het Huis Egmont overerfde via zijn oom Procopo Frans van Egmont.